# Ceratomontia cheliplus
Ceratomontia cheliplus is een hooiwagen uit de familie Triaenonychidae.